# Кризисный лагерь
Кризисный лагерь (англ. Crisis camp) — это BarCamp, международная сеть конференций, которая создаётся её участниками - разработчиками программного обеспечения, программистами и т.д. для оказания помощи в усилиях по оказанию помощи в чрезвычайной ситуации и крупных кризисах - например, землетрясения, наводнения или ураганы. Проекты часто включают в себя работы по настройке социальные сети для людей, желающих найти пропавших друзей и родственников, создание карты пострадавших районов, и создание системы учёта запасов необходимых вещей, таких как продукты питания и одежда.
В 2010 году, Alfred P. Sloan Foundation в партнерстве с Woodrow Wilson International Center for Scholars предоставили гранты на поддержку развития CrisisCommons, чтобы помочь организовать новую совокупность знаний, уроков, извлеченных добровольцами и поддерживать рост CrisisCamps на местном уровне.
Начиная с 2009 года, CrisisCommons координировал ответы на такие кризисные события как землетрясения в Гаити, Чили и Японии и наводнения в Таиланде, Нэшвилле и Пакистане. Более 3000 человек приняли участие всему миру в более чем 30 городах 10 стран, в том числе Франции, Великобритании, Канады, Новой Зеландии, Чили и Колумбии.
После землетрясения на Гаити в 2010 году многочисленные кризисные лагеря были созданы по всему миру, часто под названием «кризис лагерь Гаити», чтобы помочь усилиям по оказанию помощи. После землетрясения в Японии в 2011 году сообщество добровольцев было мобилизовано и координировалось японскими студентами в университетах США с помощью CrisisCommons.